# 米兰遗址
米蘭遺址，位於中國新疆維吾爾族自治區，是一組不同年代的跨文化遺址群。其中有鄯善國伊循城遺址，漢代屯田，唐代古戍堡遺址等。曾於佛寺壁畫中發現了3世紀帶有古罗马風格的有翼天使圖像。

## 地理位置及歷史
在古代，米蘭是塔克拉瑪干沙漠南面的一個古代綠洲城市，座落於絲綢之路上羅布泊與阿爾金山脈的交會處。
二千年前，由於山上的水源，米蘭擁有良好的灌溉系統。曾經，它是絲綢之路南道的一個繁忙貿易中心，商隊為了避免橫渡這個「大荒漠」（「塔克拉瑪干」在維吾爾語中的意思，另亦有人稱之為「死亡之海」）及塔里木盆地，他們會選擇從南北兩邊繞過。在那裏，寺院及窣堵坡林立，佛教亦得到蓬勃發展。
米蘭遗址和历史记载的古城对应相当混乱。斯坦因和吉爾斯認為米蘭為古代扜泥。據前漢編年史記載，扜泥為鄯善（即樓蘭）都城。酈道元所說的鄯善都城伊循，為今天的若羌镇卡克里克遺址。在伯希和翻譯的一本唐代遊記中，可明顯看出，唐代的伊循就是今天的米蘭。在此之前，格林納特認為扜泥就是卡克里克。由此可見，歷史記錄對扜泥與伊循的定位遠不夠精確。例如斯坦因與赫爾曼在此問題上便持相反觀點。由於卡克里克與米蘭在距離上僅相差80公里，故這種混淆應是可以理解的。

## 考古發現

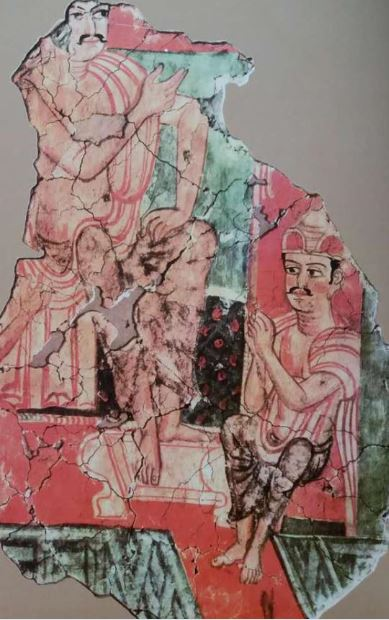
窣堵坡上的壁畫《占夢》

馬爾克·奧萊爾·斯坦因是首名有系統地研究米蘭遺址的考古學家，他在1907年開始研究工作。在米蘭所發掘的大量人工製品證明了古城與其他地方進行大量而成熟的貿易活動，有些地方甚至遠至地中海。自米蘭所得的考古證據顯示其藝術品受佛教影響的時間可追溯至公元前1世紀，從考古場地所挖掘出來的早期佛經及壁畫亦顯示與中亞及印度北部的傳統風格相似，而在當地發現的繪畫於其他藝術特徵方面令人聯想到與古羅馬及其行省有直接關係。
該處發現大量手稿，大部分是寫在木或紙上、以早期藏文字母的西藏官方文獻及古戍堡的軍事資料，時間為8至9世紀。由於藏文字母在當時的一個世紀前發明，所以那些手稿可以說是最早一批以藏文字母寫成的古籍。

## 外部連結
- 米蘭遺址